# Aooo
Aooo（アウー）は、日本の4人組ロック・バンド。
バンド名はメンバーの血液型がA型、O型、O型、O型であることに由来する。

## 概要
元・赤い公園のボーカルで、ソロ歌手、俳優としても活動する石野理子、ボカロPとしてブレイクしながら本人歌唱楽曲のライブにも精力的なすりぃ、YOASOBIやももいろクローバーZのサポートも務めるベーシストのやまもとひかる、数多くのヒット曲を手掛けながらバンドのドラマーとしてのルーツも持ち、自身が作詞作曲編曲を務めるユニットNOMELON NOLEMONでも活動するツミキの4人で2023年8月に結成。
ライブではAoooとしてのオリジナル曲とともにメンバーそれぞれが過去に手がけた提供楽曲も披露している。
2024年10月16日、ソニー・ミュージック内に新設された新レーベルであるEchoesより1stアルバム『Aooo』を発売しメジャー・デビューした。

## メンバー
- 各メンバーの詳細は個人記事を参照。

| 名前                      | パート                         | 生年月日               | 出身地 | 血液型 |
| ------------------------- | ------------------------------ | ---------------------- | ------ | ------ |
| 石野 理子 （いしの りこ） | ボーカル ギター シンセサイザー | 2000年10月29日（24歳） | 広島県 | A型    |
| すりぃ                    | ギター コーラス                | 1994年9月28日（30歳）  | 大阪府 | O型    |
| やまもとひかる            | ベース コーラス                | 1999年4月19日（26歳）  | 東京都 | O型    |
| ツミキ                    | ドラムス                       | 1997年8月11日（28歳）  | 大阪府 | O型    |

## 来歴

### 2023年
- 8月24日、X（旧Twitter）にて結成を発表[3][4]。
- 9月16日、Shibuya eggmanにてAwkmiuの企画ライブ「Awkmiu presents LIVE "Gift Shop"」に出演。メンバー全員で作曲し、石野が作詞を手がけた初のオリジナル曲「アパシー」を披露した[5][6]。

### 2024年
- 1月24日、神奈川・KT Zepp Yokohamaにて「日本工学院八王子専門学校コンサート･イベント科presents HACHI-ON 2024」内でBillyrromとの2マンライブに出演[7]。
- 3月6日、渋谷duo MUSIC EXCHANGEにてHakubi・チリヌルヲワカとの対バンライブに出演。このイベントではデモ音源CD『Demooo』を会場限定発売する予定だったが、製造上の不備で発売が延期となったため同CDからランダムで1曲を収録したCD-Rをメンバーが手焼き提供した[8][9]。
- 4月29日、京都MOJOにてちゃくらとの2マンライブ「エレキレストラン127」に出演[10]。Aooo初の東京以外への遠征ライブとなった。同日YouTubeチャンネルを開設[11]。
- 5月6日、YouTubeチャンネルにて初のスタジオライブ映像を公開[12]。
- 5月31日、新宿LOFT歌舞伎町移転25周年を記念したmeiyo・ONIGAWARAとの3マンライブ、meiyo×新宿LOFT presents 「aufgießer 2nd set」に出演[13][14]。
- 6月15日、YATSUI FESTIVAL! 2024に出演[15]。
- 9月12日、ソニー・ミュージックエンタテインメントが新たに発足したマネジメント兼レーベルのEchoes所属となったことを発表[16]。
- 9月16日、初のワンマンライブ「Aooo 1st Anniversary Live『OneOneOne』」をShibuya eggmanにて開催[17]。新レーベルからの1stアルバムリリースと、初のライブツアー「Aooo 1st Live Tour "BOWWOW"」の開催を発表した[18][19]。
- 10月16日、1stアルバム『Aooo』を発売。
- 10月18日、新宿・東急歌舞伎町タワー前シネシティ広場にて「1stアルバム『Aooo』発売記念フリーライブ『Flash!!!!』」を開催[20][21][22]。
- 11月16日、専門学校名古屋ビジュアルアーツ・アカデミーにてKADOMACHIとの2マンライブ「LEAP」に出演[23]。
- 12月19日 - 2025年1月31日、初のワンマンライブツアー「Aooo 1st Live Tour "BOWWOW"」を開催[24][25][26][27][28]。
- 12月21日、MERRY ROCK PARADE 2024に出演[29]。

### 2025年
- 2月15日、HEAVEN'S ROCKさいたま新都心VJ-3にてMYTH & ROIDとの2マンライブ「NEXUS vol.2」に出演[30][31]。
- 2月21日、TOKIO TOKYOにてパスピエとの2マンライブ「超存在感 | Aooo × パスピエ」に出演[32]。
- 3月24日、WWW Xにてmuqueとの2マンライブ「MIX SPICE #3」に出演[33]。
- 4月6日、CENTRAL MUSIC & ENTERTAINMENT FESTIVAL 2025「Echoes Baa」に出演[34]。
- 4月13日、GIGANTIC TOWN MEETINGに出演[35]。
- 4月15日、LIQUIDROOMにてジェニーハイとの2マンライブ「Aooo×ライブナタリー 2man Live」を開催[36]。
- 4月16日、1st EP『Fooocus』を発売。
- 4月26日、ARABAKI ROCK FEST.25に出演[37]。
- 4月29日、JAPAN JAM 2025に出演[38]。
- 5月5日、VIVA LA ROCK 2025に出演[39]。
- 6月8日、SAKAE SP-RING 2025に出演[40]。
- 7月20日、OSAKA GIGANTIC MUSIC FESTIVAL 2025に出演[41]。
- 7月21日、NUMBER SHOT 2025に出演[42]。
- 7月16日、デジタルシングル「Yankeee」をリリース[43]。
- 8月20日、デジタルシングル「Geeek」をリリース予定[44]。

## ディスコグラフィ

### デジタル・シングル
| リリース      | タイトル             | 収録アルバム |
| ------------- | -------------------- | ------------ |
| 2025年3月10日 | フラジャイル・ナイト | Fooocus      |
| 2025年7月16日 | Yankeee              | 未収録       |
| 2025年8月20日 | Geeek                | 未収録       |

### EP
| #    | リリース      | タイトル | 規格品番                                                                             | 順位 |
| ---- | ------------- | -------- | ------------------------------------------------------------------------------------ | ---- |
| demo | 2024年3月6日  | Demooo   | UXCL-324（ライブ会場限定販売）                                                       | -    |
| 1st  | 2025年4月16日 | Fooocus  | SRCL-13249/50 （初回生産限定盤） SRCL-13252 （期間生産限定盤） SRCL-13251 （通常盤） | 10位 |

### アルバム
| #   | リリース       | タイトル | 規格品番   | 順位 |
| --- | -------------- | -------- | ---------- | ---- |
| 1st | 2024年10月16日 | Aooo     | SRCL-13021 | 21位 |

## タイアップ一覧
| 使用年 | 曲名                 | タイアップ                                                                   |
| ------ | -------------------- | ---------------------------------------------------------------------------- |
| 2024年 | サラダボウル         | メ～テレ『おぎやはぎのハピキャン』12月度エンディングテーマ                   |
| 2025年 | 魔法はスパイス       | MBS・TBS系アニメ『ウィッチウォッチ』エンディングテーマ                       |
| 2025年 | フラジャイル・ナイト | メ～テレ『おぎやはぎのハピキャン』6月度エンディングテーマ                    |
| 2025年 | フラジャイル・ナイト | テレビ東京系 木ドラ24『量産型ルカ -プラモ部員の青き逆襲-』オープニングテーマ |

## ライブ

### 対バンライブ・出演イベント
| 日程   | 日程     | タイトル                                                            | 会場                                         | 備考                     |
| ------ | -------- | ------------------------------------------------------------------- | -------------------------------------------- | ------------------------ |
| 2023年 | 9月16日  | Awkmiu presents LIVE "Gift Shop"                                    | Shibuya eggman                               | 初ライブ, w/Awkmiu       |
| 2024年 | 1月24日  | 日本工学院八王子専門学校コンサート･イベント科presents HACHI-ON 2024 | KT Zepp Yokohama                             | w/Billyrrom              |
| 2024年 | 3月6日   | ライブナタリー “Aooo × Hakubi × チリヌルヲワカ”                     | 渋谷duo MUSIC EXCHANGE                       | w/Hakubi, チリヌルヲワカ |
| 2024年 | 4月29日  | エレキレストラン127                                                 | 京都MOJO                                     | w/ちゃくら               |
| 2024年 | 5月31日  | meiyo×新宿LOFT presents 「aufgießer 2nd set」                       | 新宿LOFT                                     | w/meiyo, ONIGAWARA       |
| 2024年 | 6月15日  | YATSUI FESTIVAL! 2024                                               | Spotify O-WEST                               |                          |
| 2024年 | 11月16日 | LEAP                                                                | 専門学校名古屋ビジュアルアーツ・アカデミー   | w/KADOMACHI              |
| 2024年 | 12月21日 | MERRY ROCK PARADE 2024                                              | ポートメッセなごや                           | MIRAGE STAGE出演         |
| 2025年 | 2月15日  | NEXUS vol.2                                                         | HEAVEN'S ROCK さいたま新都心 VJ-3            | w/MYTH & ROID            |
| 2025年 | 2月21日  | 超存在感 \| Aooo × パスピエ                                         | TOKIO TOKYO                                  | w/パスピエ               |
| 2025年 | 3月24日  | MIX SPICE #3                                                        | WWW X                                        | w/muque                  |
| 2025年 | 4月6日   | Echoes Baa                                                          | 横浜赤レンガ倉庫 赤レンガパーク特設会場      |                          |
| 2025年 | 4月13日  | GIGANTIC TOWN MEETING                                               | BananaHall                                   |                          |
| 2025年 | 4月15日  | Aooo×ライブナタリー 2man Live                                       | LIQUIDROOM                                   | 主催企画, w/ジェニーハイ |
| 2025年 | 4月26日  | ARABAKI ROCK FEST.25                                                | みちのく公園北地区 エコキャンプみちのく      | HANAGASAステージ出演     |
| 2025年 | 4月29日  | JAPAN JAM 2025                                                      | 千葉市蘇我スポーツ公園                       | WING STAGE出演           |
| 2025年 | 5月5日   | VIVA LA ROCK 2025                                                   | さいたまスーパーアリーナ                     | CAVE STAGE出演           |
| 2025年 | 6月8日   | SAKAE SP-RING 2025                                                  | DIAMOND HALL                                 |                          |
| 2025年 | 7月20日  | OSAKA GIGANTIC MUSIC FESTIVAL 2025                                  | 万博記念公園 ジャイガ特設会場                | BASE STAGE出演           |
| 2025年 | 7月21日  | NUMBER SHOT 2025                                                    | シーサイドももち海浜公園地行浜ビーチ         | のぼせもんステージ出演   |
| 2025年 | 8月16日  | RISING SUN ROCK FESTIVAL 2025 in EZO                                | 北海道・石狩湾新港樽川ふ頭横野外特設ステージ |                          |
| 2025年 | 8月22日  | WILD BUNCH FEST. 2025                                               | 山口きらら博記念公園                         | Tube riding              |
| 2025年 | 8月26日  | 「GRIOTTO」東名阪ツアー                                             | 名古屋CLUB QUATTRO                           | w/SCANDAL                |
| 2025年 | 8月31日  | SWEET LOVE SHOWER 2025                                              | 山中湖交流プラザ きらら                      |                          |
| 2025年 | 9月14日  | ROCK IN JAPAN FESTIVAL 2025                                         | 千葉市蘇我スポーツ公園                       |                          |
| 2025年 | 11月3日  | ボロフェスタ2025                                                    | 京都KBSホール                                |                          |

## 出演

### テレビ
- バズリズム02（2025年1月11日、日本テレビ）[50]
- EIGHT-JAM（2025年3月9日、テレビ朝日）[51]

### ラジオ
- Aoooのオールナイトニッポン0(ゼロ)（2025年3月9日、ニッポン放送）[52][53]
- ALL The Feels（2025年4月7日 - 10日、NACK5）- 週替わりセレクター[54]。